# Saint-Laurent-de-la-Barrière
Saint-Laurent-de-la-Barrière är en kommun i departementet Charente-Maritime i regionen Nouvelle-Aquitaine i västra Frankrike. Kommunen ligger  i kantonen Tonnay-Boutonne som ligger i arrondissementet Saint-Jean-d'Angély. År 2018 hade Saint-Laurent-de-la-Barrière 109 invånare.

## Befolkningsutveckling
Antalet invånare i kommunen Saint-Laurent-de-la-Barrière
Referens:INSEE